# Kvantni entrainment (duhovnost)
Kvantni entrainment, QE ali kvantna sinhronizacija je duhovna tehnologija, ki jo je leta 2007 razvil Frank Kinslow, in jo lahko opredelimo kot proces brez naprezanja, ki vodi običajno zavest do čiste zavesti, in da bi bil proces kvantnega entrainmenta uspešen, se mora zasidrati v tim. ev-občutku. Do ev-občutka proces kvantnega entrainmenta pride potem, ko preneha delovati na ravni (dosežene) čiste zavesti. Kombinacija ev-občutka z ustrezno namero po razlagi Kinslowa lahko izzove velike rezultate tako na področju zdravja, čustvenega ravnovesja, medsebojnih odnosov, finančnih testov, ustvarjalnosti, športnih dosežkov.
Kvantni entrainment se sklicuje na zakonitosti kvantne fizike. A ga kritiki opredeljujejo kot obliko kvantnega misticizma, ki svoje koncepte opisuje z izrazoslovjem kvantne mehanike, vendar je po mnenju stroke psevdoznanost oz. šarlatanstvo.

## Zgodovina
Frank Kinslow se je Japonskem kot otrok učil juda in tehnike za doseganje notranjega miru. V zgodnjih sedemdesetih letih 20. stoletja je postal učitelj transcendentalne meditacije, ki se jo je naučil neposredno od mojstra Maharišija.
Leta 2007 je na višku osebnostne krize, ki sta jo zaznamovala huda bolezen in brezposelnost, razvil tehnologijo oziroma proces trenutne ozdravitve, ki jo je leta 2008 v svoji prvi knjigi »Skrivnost trenutne ozdravitve« poimenoval z izrazom kvantni entrainment, ki sicer pomeni izraz v kvantni fiziki. Kinslow odtlej objavlja knjige o kvantnem entrainmentu, o njem  predava in poučuje po svetu.
Kvantni entrainment je sprva pogosto uporabljal tehniko »triangulacije«, v kateri je prišlo do fizičnega stika med izvajalcem kvantnega entrainmenta in prejemnikom, uporabljal je več vizualizacij in tehniko samospraševanja o izvoru misli. Že leta 2010 je Kinslow objavil izboljšano verzijo kvantnega entrainmenta, kjer je tehniko vizualizacije za zaznavo evforičnega občutka v večji meri zamenjal s tehniko zavedanja misli in evforičnega občutka. V leta 2012 objavljeni izboljšani različici je tehnika zavedanja misli in evforičnega občutka nadomestila tudi tehniko »triangulacije«.

## Splošni nauki

### Struktura stvarstva in človeka

#### a) Čista zavest (vrzel oziroma praznina)
Kinslow jo opredeljuje kot neskončen red, praznino, odsotnost energije, kot nič, ki ni prazen, kot polje nesmrtne ljubezni in neizmernega miru, kot izvor vsega kar obstaja, na najbolj subtilni ravni smo tudi ljudje nič drugega kot le čista zavest. Dokaz, da smo posamezniki in čista zavest eno vidi v tem, da v stanju praznine, ko smo brez misli, ega, gibanja, še vedno obstajamo. Do tega stanja pridemo tako, da poiščemo vrzeli oziroma praznino med mislimi.

#### b) Um
Um je tisto, s čimer izkušamo, beležimo, analiziramo, sintentiziramo, predalčkamo. Um je igrišče ega.

#### c) Ego
Ego je naš »mali jaz«- lahko nastane, ko se misel oddvoji od celote.  To pomanjkanje celote skuša ego zapolniti s stvarmi tega sveta. Zato ga lahko opredelimo tudi kot skupek stvari, ki vključujejo spol, priljubljene stvari, hrepenenja, spomine.

#### d) Ev-občutek
Ev-občutek (eu-feeling) ali evforični občutek je naš »veliki jaz«- povezuje čisto zavest z našim umom, v najbolj čisti obliki se kaže kot čisti ev-občutek z največjo zdravilno močjo, to je kot najbolj prefinjeno zavedanje, sicer pa ga v manj čisti obliki zaznavamo kot občutenja vesoljne ljubezni, modrosti, miru, tišine, radosti, sreče, ekstaze.  Koren oznake ev-občutek je grški »εὖ« v pomenu »dober, pristen« za razliko od pogojnih občutkov (čustev), ki so odvisni od vzroka in posledice. Po Kinslowu je ev-občutek identičen s tem, kar kvantna znanost imenuje polje ničte točke.

#### e) Namera
Namera je sredstvo, ki usmerja čisto zavest, da daje obliko nečemu, kar še nima oblike. Tehnika z namero izhaja iz jogijskih učenj o transcendentalni inteligenci ali »ritambhara pragya« (ऋतम्भरा प्रज्ञा), s katero jasno zaznavamo tim. semena stvarjenja (v Indiji: bīja; बीज).

### Kako deluje kvantni entrainment
Kvantni entrainment je nova tehnologija za delo z zavestjo, cilj pa je naučiti se življenja brez potrebe po nadzoru. Je proces za »zdravljenje« vseh vidikov življenja posameznika (duhovnega, družbenega, izobraževalnega, fizičnega, mentalnega), je proces, ki zavedanje razširi vse do čiste zavesti za namene zdravljenja z ev-občutkom, je pa tud proces, ki nam omogoči, da postanemo samozavedni, to je razsvetljeni. Zavest oziroma zavedanje ima veliko zdravilno moč, zdravje je v bistvu stranski učinek zavedanja. Po trditvah avtorja je mogoče spreminjati tudi genetiko.
Kvantni entrainment se ukvarja z izvorom »vibracij« - s čisto zavestjo, zato ni odvisen od zdravil, masaž, zelišč oziroma se ne nanaša na miselnost in načine zdravljenja. Kinslow pravi, da s kvantnim entrainmentom v resnici ne more zdraviti uporabnik, zdravi čista zavest, uporabnik pa je le opazovalec.  V običajnem svetu se ukvarjamo z mentalnimi oblikami oziroma čustvi in mislimi- to je s čustvi, idejami, željami in sodbami.   Čisto zavest in posledično ev-občutek nasprotno lahko odkrijemo v ozadju misli, v vrzeli med mislimi. 
Štiri glavne sestavine kvantnega entrainmenta so čista zavest, um, ev-občutek in namera.  V praktični izvedbi pozna kvantni entrainment več različnih tehnik, med njimi tudi:
- samoizpraševanje o izvoru misli: če se vprašamo o tem, od kod bo prišla naša naslednja misel, to vodi v izkušnjo vrzeli oziroma praznine med mislimi in posledično tudi do ev-občutka.[16]
- tehniko opazovanja misli in ev-občutka: če pozorno spremljamo misli, se le-te umirijo, izkusimo vrzel ali praznino med mislimi, posledično pa tudi ev-občutek.[34] V izboljšani različici kvantnega entrainmenta z uporabo te tehnike odpade potreba po triangulaciji in samoizpraševanju o izvoru misli.[35]
- tehniko triangulacije: kazalec ali pa celo dlan obeh rok položimo na telo prejemnika in pozornost na ti dve točki/mesta dopolnimo še s pozornostjo na naš ev-občutek.[36] S prilagoditvami je triangulacijo mogoče izvajati tudi na daljavo oziroma na sebi.[37]

### Reakcije
Zdravilni proces kvantnega entrainmenta lahko pri prejemniku včasih povzroči razne začasne reakcije, ki pa v bistvu pomenijo le način potekanja zdravljenja. Pogoste reakcije so:
- utrujenost;
- lenobnost;
- povečanje bolečine;
- pojav novih simptomov, ki jih doslej sploh ni bilo.

### Onostranski svetovi
Tekom vadbe kvantnega entrainmenta se naj bi lahko posameznik srečal z angeli in tim. vnebovzetimi mojstri, vendar pa med samo vadbo temu ni primerno posvečati pozornosti, ker to odvrača od same vadbe. Kvantni entraiment prav tako ne posveča pozornosti preteklim in prihodnim življenjem.

## Odnos kvantnega entrainmenta do medicine in znanosti
Kinslow poudarja, da kvantni entrainment ni nadomestilo za klasične postopke zdravljenja, da pa je lahko primerno dopolnilo. Kvantni entrainement je sicer le eden izmed načinov »kvantnega zdravljenja«, skoraj sočasno z njim je npr. nastal Matrix Energetics, ki ga je razvil Richard Bartlett. Podobno kot druge takšne zdravilne metode kvantni entrainment spoznanja kvantne fizike uporablja za mistično razlago delovanja sveta in zdravljenja. Kritiki ga zato opredeljujejo kot obliko kvantnega misticizma, ki svoje koncepte opisuje z izrazoslovjem kvantne mehanike, in ga zato označujejo za psevdoznanost oz. šarlatanstvo. Z vidika zdravljenja je kvantni entrainment možno opredeliti kot ezoterično metodo alternativne medicine oziroma kot metodo psvedomedicine,vendar Kinslow opozarja, da kvantni entrainment ni zdravilna tehnika (čeprav je zdravje oziroma zdravljenje pogosto rezultat kvantnega entrainmenta), in da kvantni entrainment nikoli ne sme biti nadomestilo za profesionalno zdravstveno oskrbo.

## Zunanji viri
- kinslowsystem, uradna stran dr. Franka Kinslowa